# Makrokylindrus erinaceus
Makrokylindrus erinaceus är en kräftdjursart som först beskrevs av Sars 1886.  Makrokylindrus erinaceus ingår i släktet Makrokylindrus och familjen Diastylidae. Inga underarter finns listade i Catalogue of Life.

## Bildgalleri

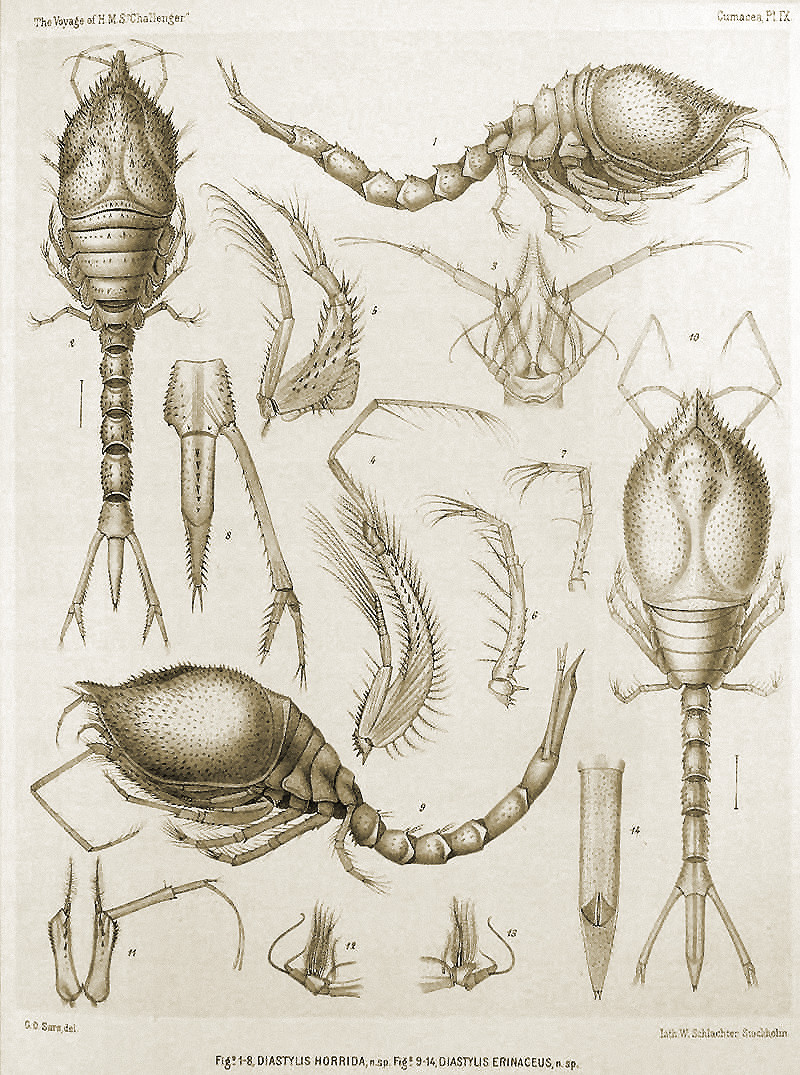